# Tetraidrossinaftalene reduttasi
La tetraidrossinaftalene reduttasi è un enzima appartenente alla classe delle ossidoreduttasi, che catalizza la seguente reazione:
scitalone + NADP+ ⇄ 1,3,6,8-tetraidrossinaftalene + NADPH + H+
L'enzima riduce il 1,3,6,8-tetraidrossinaftalene a scitalone e riduce anche il 1,3,8-triidrossinaftalene a vermelone. L'enzima è coinvolto, con la scitalone deidratasi nella biosintesi di melanina nei funghi patogeni.